# 蕭敬文
蕭 敬文（しょう けいぶん、? - 352年）は、東晋の将軍。成漢平定後に益州で自立した。

## 生涯
永和2年（346年）、荊州刺史桓温の成漢征伐に随行した。時期は不明だが、振威護軍・征西督護に任じられた。
永和3年（347年）12月、蕭敬文は桓温が荊州へ帰った隙を狙って東晋に反旗を翻し、征虜将軍楊謙を殺した後、さらに涪城を攻め落した。そして自ら益州牧を自称し、遂に巴西を占拠しながら漢中へも進んだ。桓温は督護鄧遐・益州刺史周撫に討伐を命じたが、彼らはこれを撃ち破る事が出来ずに撤退した。
永和8年（352年）2月、桓温は梁州刺史司馬勲を派遣し、周撫らを援護して共に蕭敬文を討つよう命じた。司馬勲らが到来すると、蕭敬文は涪城を固守した。8月、涪城は陥落し、蕭敬文は処断されて首は建康へ送られた。